# Eric Young (calciatore)
Eric Young (Singapore, 25 marzo 1960) è un ex calciatore gallese, di ruolo difensore.

## Palmarès

### Club

#### Competizioni nazionali
- Coppa d'Inghilterra: 1

Wimbledon: 1987-1988
- Full Members Cup: 1

Crystal Palace: 1990-1991
- Campionato inglese di seconda divisione: 1

Crystal Palace: 1993-1994

#### Competizioni regionali
- Middlesex Senior Cup: 1

Enfield: 1997-1998

## Statistiche

### Cronologia presenze e reti in nazionale
| Cronologia completa delle presenze e delle reti in nazionale ― Galles | Cronologia completa delle presenze e delle reti in nazionale ― Galles | Cronologia completa delle presenze e delle reti in nazionale ― Galles | Cronologia completa delle presenze e delle reti in nazionale ― Galles | Cronologia completa delle presenze e delle reti in nazionale ― Galles | Cronologia completa delle presenze e delle reti in nazionale ― Galles | Cronologia completa delle presenze e delle reti in nazionale ― Galles | Cronologia completa delle presenze e delle reti in nazionale ― Galles |
| Data                                                                  | Città                                                                 | In casa                                                               | Risultato                                                             | Ospiti                                                                | Competizione                                                          | Reti                                                                  | Note                                                                  |
| --------------------------------------------------------------------- | --------------------------------------------------------------------- | --------------------------------------------------------------------- | --------------------------------------------------------------------- | --------------------------------------------------------------------- | --------------------------------------------------------------------- | --------------------------------------------------------------------- | --------------------------------------------------------------------- |
| 20-5-1990                                                             | Cardiff                                                               | Galles                                                                | 1 – 0                                                                 | Costa Rica                                                            | Amichevole                                                            | -                                                                     | 70’                                                                   |
| 11-9-1990                                                             | Copenaghen                                                            | Danimarca                                                             | 1 – 0                                                                 | Galles                                                                | Amichevole                                                            | -                                                                     |                                                                       |
| 17-10-1990                                                            | Cardiff                                                               | Galles                                                                | 3 – 1                                                                 | Belgio                                                                | Amichevole                                                            | -                                                                     |                                                                       |
| 14-11-1990                                                            | Lussemburgo                                                           | Lussemburgo                                                           | 0 – 1                                                                 | Galles                                                                | Amichevole                                                            | -                                                                     |                                                                       |
| 6-2-1991                                                              | Wrexham                                                               | Galles                                                                | 0 – 3                                                                 | Irlanda                                                               | Amichevole                                                            | -                                                                     | 46’                                                                   |
| 27-3-1991                                                             | Bruxelles                                                             | Belgio                                                                | 1 – 1                                                                 | Galles                                                                | Qual. Euro 1992                                                       | -                                                                     |                                                                       |
| 16-10-1991                                                            | Norimberga                                                            | Germania                                                              | 4 – 1                                                                 | Galles                                                                | Qual. Euro 1992                                                       | -                                                                     | 85’                                                                   |
| 13-11-1991                                                            | Cardiff                                                               | Galles                                                                | 1 – 0                                                                 | Lussemburgo                                                           | Qual. Euro 1992                                                       | -                                                                     |                                                                       |
| 19-2-1992                                                             | Dublino                                                               | Irlanda                                                               | 0 – 1                                                                 | Galles                                                                | Amichevole                                                            | -                                                                     | 63’                                                                   |
| 29-4-1992                                                             | Vienna                                                                | Austria                                                               | 1 – 1                                                                 | Galles                                                                | Amichevole                                                            | -                                                                     | 59’                                                                   |
| 9-9-1992                                                              | Cardiff                                                               | Galles                                                                | 6 – 0                                                                 | Fær Øer                                                               | Qual. Mondiali 1994                                                   | -                                                                     |                                                                       |
| 14-10-1992                                                            | Limassol                                                              | Cipro                                                                 | 0 – 1                                                                 | Galles                                                                | Qual. Mondiali 1994                                                   | -                                                                     | 31’                                                                   |
| 18-11-1992                                                            | Bruxelles                                                             | Belgio                                                                | 2 – 0                                                                 | Galles                                                                | Qual. Mondiali 1994                                                   | -                                                                     | 10’                                                                   |
| 17-2-1993                                                             | Dublino                                                               | Irlanda                                                               | 2 – 1                                                                 | Galles                                                                | Amichevole                                                            | -                                                                     | 46’                                                                   |
| 31-3-1993                                                             | Cardiff                                                               | Galles                                                                | 2 – 0                                                                 | Belgio                                                                | Qual. Mondiali 1994                                                   | -                                                                     | 2’                                                                    |
| 6-6-1993                                                              | Toftir                                                                | Fær Øer                                                               | 0 – 3                                                                 | Galles                                                                | Qual. Mondiali 1994                                                   | 1                                                                     | 49’                                                                   |
| 8-9-1993                                                              | Cardiff                                                               | Galles                                                                | 2 – 2                                                                 | Cecoslovacchia                                                        | Qual. Mondiali 1994                                                   | -                                                                     |                                                                       |
| 13-10-1993                                                            | Cardiff                                                               | Galles                                                                | 2 – 0                                                                 | Cipro                                                                 | Qual. Mondiali 1994                                                   | -                                                                     |                                                                       |
| 17-11-1993                                                            | Cardiff                                                               | Galles                                                                | 1 – 2                                                                 | Romania                                                               | Qual. Mondiali 1994                                                   | -                                                                     |                                                                       |
| 9-3-1994                                                              | Wrexham                                                               | Galles                                                                | 1 – 3                                                                 | Norvegia                                                              | Amichevole                                                            | -                                                                     |                                                                       |
| 15-11-1995                                                            | Tirana                                                                | Albania                                                               | 1 – 1                                                                 | Galles                                                                | Qual. Euro 1996                                                       | -                                                                     |                                                                       |
| Totale                                                                |                                                                       | Presenze                                                              | 21                                                                    |                                                                       | Reti                                                                  | 1                                                                     |                                                                       |